# Istme de Perekop
L'istme de Perekop (en ucraïnès Перекопський перешийок, Perekopski pereixíok; en rus Перекопский перешеек Perekopski pereixèiek; en tàrtar de Crimea Or boynu) és un istme d'Ucraïna, que uneix la península de Crimea amb el continent. La seva amplada oscil·la entre els cinc i els set quilòmetres. Separa la llacuna de Sivaix del mar Negre.
Se situa a la República Autònoma de Crimea, en territori administratiu de les ciutats d'Armiansk i Krasnoperekopsk.
Per raó de la seva importància estratègica, l'istme va viure en el passat durs combats per la conquesta de Crimea. Ja en temps antics, grecs i tàtars hi van construir una fortalesa, i fins al segle XV va ser una important colònia genovesa. A partir del 1783, l'istme va pertànyer a la Rússia imperial i el 1954 va passar a formar part de la República Socialista Soviètica d'Ucraïna, juntament amb Crimea.